# Olof Åhlström
Olof Åhlström (n. 14 august 1756, Vårdinge, d. 11 august 1835,  Stockholm) a fost un compozitor suedez.